# Naa Amanua
Mary Naa Amanua Dodoo còn được gọi là Naa Amanua là một ca sĩ và nhạc sĩ văn hóa dân gian Ghana Ga. Cô là nữ ca sĩ chính cho Wulomei; một nhóm nhạc Ghana được thành lập vào năm 1973. Naa là người nhận được Giải thưởng Thành tựu trọn đời của Vodafone Ghana Music Awards 2018. Bà mất ngày 16 tháng 12 năm 2024.

## Tuổi thơ
Cô tham gia dàn hợp xướng tại nhà thờ St. Georges Garrison Anglican, Burma Camp và sau đó đến Abokobi Presbyterian Mix-Middle School, nơi cô trở thành ca sĩ chính trong trường vào cuối những năm sáu mươi.

## Trình diễn
Trong chế độ của Tướng Acheampong năm 1974 (tự mình nuôi sống), họ đã đi khắp đất nước băng qua Volta trên Nữ hoàng Yaipe đến Yaipe và sau đó tới Bolgatanga.
Đưa âm nhạc của chúng tôi vượt ra khỏi các vấn đề của Ghana, nhóm đã đến Togo để biểu diễn cùng với Charlotte Dada, một nữ nhạc sĩ người Ghana nổi tiếng.
Họ cũng biểu diễn ở Hoa Kỳ và Vương quốc Anh.
Naa Amanua sau đó đã rời khỏi Wulomei Lần để tham gia vào Suku Troupe, album đầu tay của họ có tựa đề là aw awo de me. Suku Troup đã cho Naa Amanua cơ hội mang đến cho thế giới nhiều thứ hơn là âm nhạc. Họ là một lực lượng để tính toán trong nhà hát và vũ trường cũng vậy.
Họ đã đi thăm các quốc gia Tây Phi như Bénin, Togo và Liberia, thăm Kenya năm 1978 và biểu diễn cho Tổng thống Jomo Kenyata.
Sau một thập kỷ với Suku Troupe, Naa Amanua rời khỏi để thành lập nhóm của riêng mình vào năm 1988 và phát hành ra Mi Mi Maya Maya năm 1989.
Mặc dù tuổi đã bắt kịp, nhưng Naa vẫn hoạt động. Cô biểu diễn tại các sự kiện và những dịp đặc biệt và đánh cắp chương trình cùng với Nhạc sĩ Burgher Highlife, Charles Amoah tại phiên bản thứ 18 của Giải thưởng âm nhạc Vodafone Ghana.
Cách đây không lâu, Nhóm Thanh niên quan tâm Ga-Adangme dưới sự lãnh đạo của Nii Ayaafio Tetteh đã công nhận và trao tặng cho cô danh hiệu Ga Nye Kpakpa, vì sự đóng góp của cô cho âm nhạc Ga-Adangme từ rễ cỏ. Naa tin rằng một món quà từ Thiên Chúa là vĩnh cửu.